# Diego Pezelho
Diego Pezelho (fl. XIII secolo) è stato un giullare portoghese, attivo nella seconda metà del XIII secolo.
È autore di un sirventés politico, dove fingendosi comandante di una fortezza, attacca l'arcivescovo per non cedere la piazza ad Afonso III, giurando fedeltà a Sancho II. 